# 馬惠妃
端恪惠妃，亦稱作馬惠妃（?—1640），名失考，正五品錦衣衛帶俸正千戶馬越（一作馬龯）之女，明朝明穆宗隆慶帝朱載坖之妃。

## 生平
馬氏的出生及入宮時間均無考。隆慶四年（1570年）二月二十六日，明穆宗派遣成國公朱希忠、侯吳繼爵、駙馬都尉許從誠、伯杜繼宗、李銘、陳景行持節，大學士李春芳、高拱、陳以勤、張居正、趙貞吉、尚書殷士儋捧冊，封魏氏為英妃、秦氏為淑妃、李氏為德妃、劉氏為莊妃、董氏為端妃、馬氏為惠妃。同年二月二十九日，隆慶帝諭兵部：「新封六妃父魏㫤、秦奉、李柰、劉賢、董雄、馬龯，俱授錦衣衞正千戶」。隆慶六年正月二十六日，隆慶帝批准皇親錦衣衛帶俸正千戶馬越等人的請求，各給其莊田三十頃，同年五月二十六日，隆慶帝駕崩。明熹宗朱由校「在御未久，宮中尚缺御容」，崇禎十三年 （1640年）九月十二日，崇禎帝命於武英殿繪寫，至十月初七日完工。翌日，進慈寧宮大殿內懸安，「穆廟惠妃具起，頂冠鞠衣，不跪、不叩頭，行八拜禮」。同年十一月己丑，穆廟惠妃馬氏薨逝，賜謚號曰端恪。其後，葬於金山皇族園寢。

## 惠妃冊文
《明穆宗莊皇帝實錄》隆慶四年二月甲子條所收錄的惠妃冊文，節錄如下：
```
「王化始於宮闈，爰備媛容之選；妃位貳於軒后，允資協贊之功。必碩羙之素聞，斯顯號之克副。咨爾馬氏，淑慎夙成，柔嘉有度。進居桂苑，徽音已逮于六宮；奉侍椒塗，內範聿閑乎四德。宜隆異数，用渙明恩。茲特遣使持節，封爾為惠妃。爾尚祗承休寵，益懋虔恭。仰協坤儀，共佐鷄鳴之治；載綏繁祉，丕延麟趾之祥。」
```